# Esteban Cacicedo
Esteban Cacicedo y de la Torriente (Ceceñas, 1849-Cienfuegos, 1933) fue un empresario español, que hizo su fortuna en Cuba.

## Biografía
Nacido el 26 de septiembre de 1849 en la localidad de Ceceñas, perteneciente a la provincia de Santander, estudió el bachillerato en el colegio de los padres escolapios de Villacarriedo, habiendo sido antes alumno de la escuela municipal de su localidad natal hasta los diez años de edad, cuando comenzó los estudios secundarios.
Llegó en 1865 a la ciudad cubana de Cienfuegos, donde fue dependiente de la casa comercial de Martínez y Trápaga hasta 1867, cuando se trasladó al pueblo de la Esperanza, donde estuvo hasta 1872. Regresó a Cienfuegos formando la sociedad comercial de Ruesga y Cacicedo, en la calle de Argüelles y Boullón, hasta 1874, en que entró a formar parte de la sociedad comercial García y Compañía, que se llamó Cacicedo y Compañía y más adelante Suero Balbín y Valle.
Contrajo matrimonio en Cienfuegos con su prima Ramona de la Torriente Madrazo, con quien tuvo seis hijos: cinco varones y una mujer. Fue defensor de la soberanía española de la isla antes de la independencia cubana. Construyó el gran central Santa María, que quedó bajo la dirección de su hijo Esteban, y fomentó en el demolido central Carolina un extenso potrero cuya administración quedó a cargo de su hijo mayor Isidoro. Entre 1891 y 1900 fue presidente del Casino Español de Cienfuegos. Falleció el 23 de agosto de 1933 en Cienfuegos.